# Banca di Stato del Pakistan
La Banca di Stato del Pakistan (in inglese State Bank of Pakistan:) è la banca centrale del Pakistan. Ha sede a Karachi, la capitale economica del paese, ma ha filiali in altre città del paese, al di fuori della capitale Islamabad.

## Storia
La Banca di Stato del Pakistan fu istituita il 1° luglio 1948, circa un anno dopo la fondazione del Pakistan, avvenuta il 14 agosto 1947. Il paese era ancora in fase di istituzione delle proprie istituzioni, tra cui quella per la distribuzione della nuova valuta, la rupia pakistana. Fino ad allora, la valuta in circolazione nel paese era stata la rupia indiana, contrassegnata con un sigillo pakistano. La banca succedette alla Reserve Bank of India, che nello stesso anno vide le autorità britanniche dividere le sue riserve tra i due paesi, assegnando il 30% al Pakistan e il resto all'India. Il ruolo della nuova banca era quello di controllare la circolazione della valuta, gestire le riserve per garantire la stabilità monetaria e creare una nuova rete di banche.
Nel 1956, il ruolo della banca centrale come regolatore del mercato bancario fu significativamente ampliato con lo State Bank of Pakistan Act del 1956, che le conferì la responsabilità della regolamentazione monetaria e, soprattutto, finanziaria, che quindi includeva il controllo del credito. Sebbene la banca fosse stata precedentemente sotto il controllo lasco del governo pakistano, il Primo Ministro Zulfikar Ali Bhutto rafforzò significativamente il suo controllo sulla banca nel 1974, nell'ambito di una politica di nazionalizzazione dell'economia. Tredici banche furono quindi nazionalizzate e poste sotto il controllo di un "Consiglio bancario", che, tuttavia, marginalizzò il ruolo della banca centrale (Banks Nationalization Act, 1974).
Durante gli anni '90, il governo pakistano di Nawaz Sharif avviò un programma di privatizzazione, invertendo le politiche socialiste perseguite negli anni '70 dal Partito Popolare Pakistano. Nel 1991, le banche iniziarono a essere privatizzate e nel 1994, la Banca di Stato del Pakistan ottenne una nuova autonomia dal potere politico. Nel 1997, questa indipendenza fu rafforzata da ordinanze approvate dal Parlamento, che conferirono all'istituzione il monopolio nella determinazione della politica monetaria del Paese. Nel 2001, un nuovo testo ha rafforzato i mezzi della banca centrale per regolamentare il settore finanziario (Ordinanza SBP-BSC 2001) creando una filiale responsabile in particolare del controllo dei sistemi interbancari e dell'organizzazione del credito.